# Araña (lámpara)

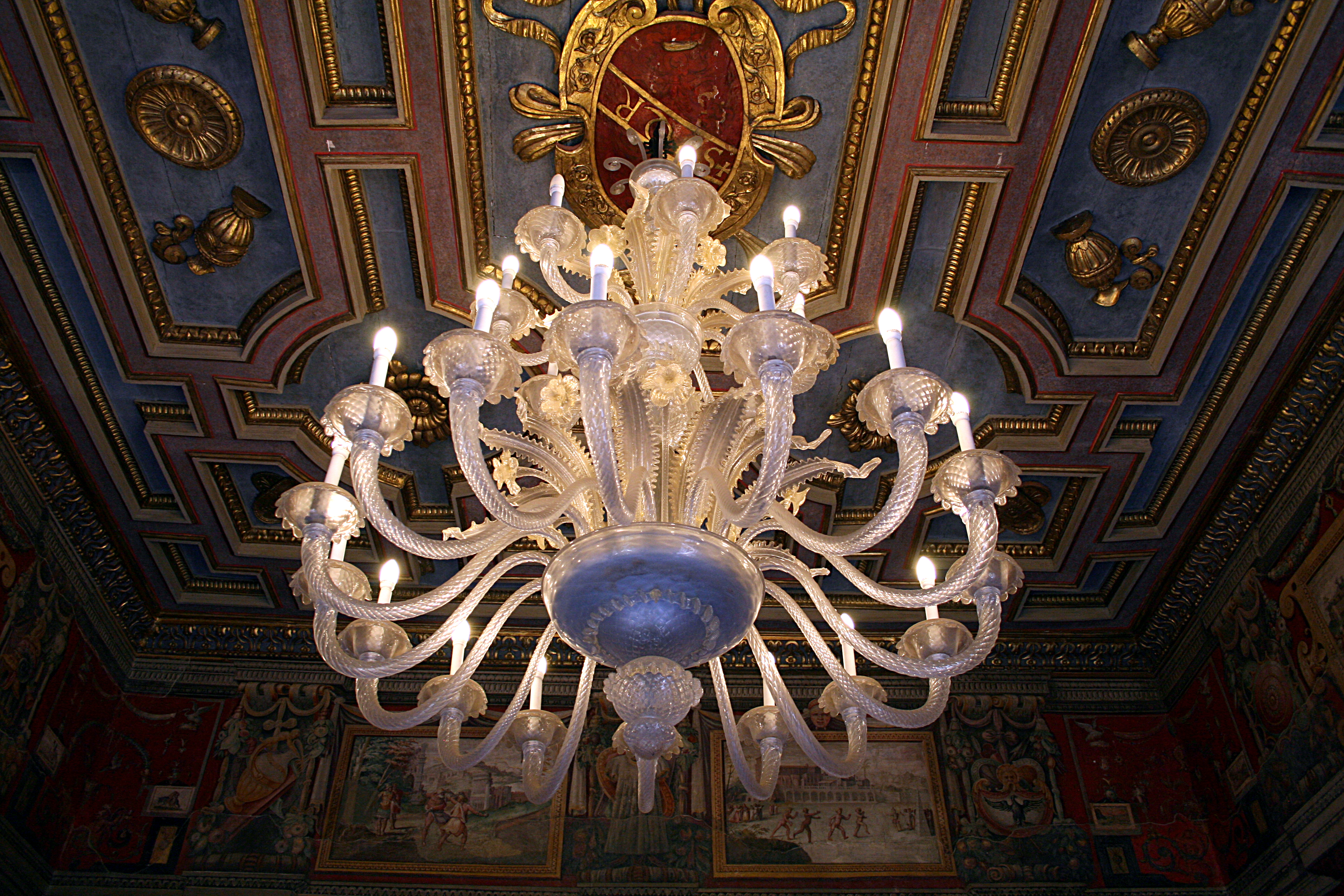
Araña de cristal de los Museos Capitolinos (Roma).

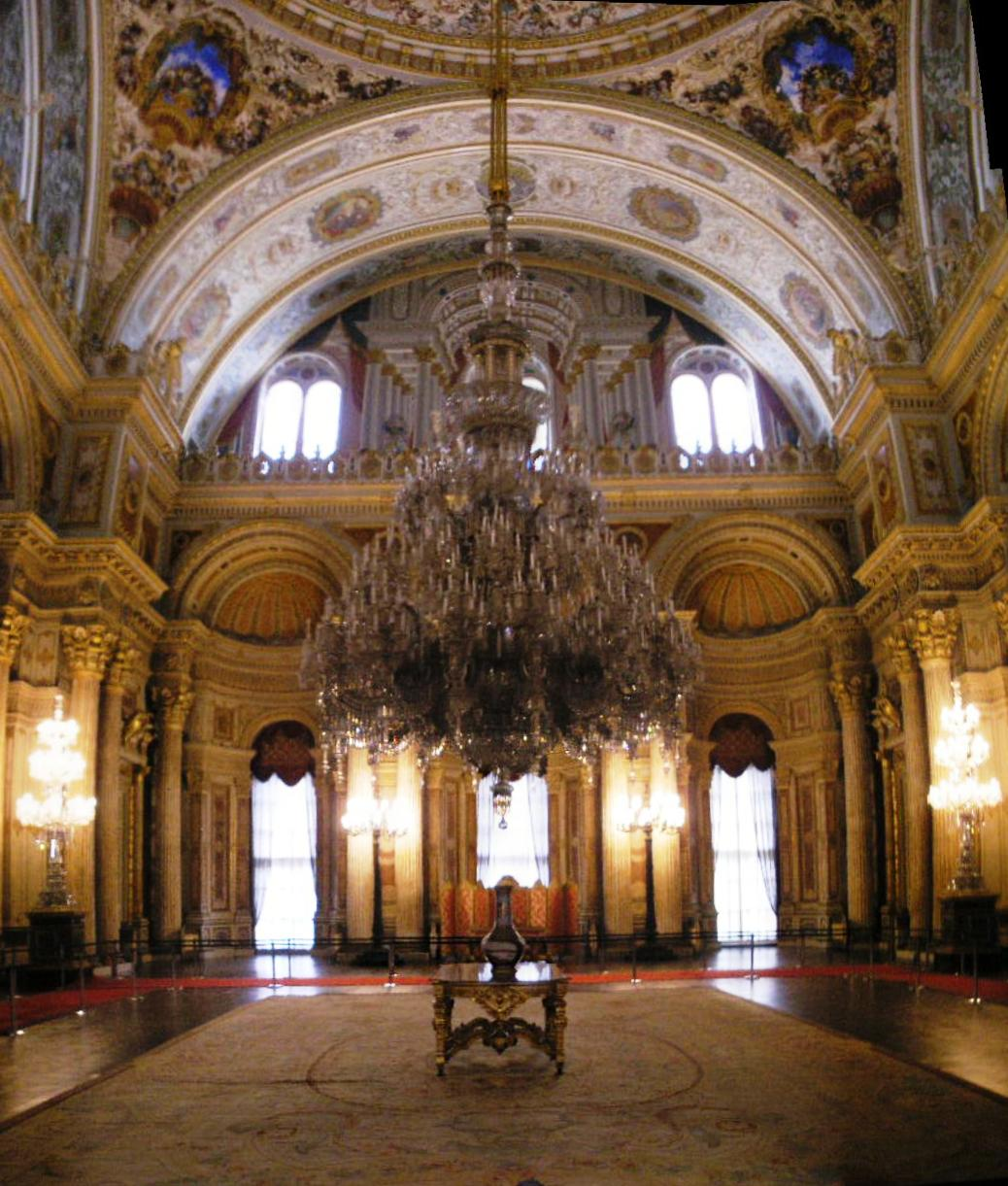
La lámpara de araña en el Muayede Salonu del Palacio de Dolmabahçe de Estambul es, con un peso de 4,5 toneladas y 750 lámparas, la lámpara de araña de vidrio de plomo de Baccarat más grande del mundo. Fue un obsequio de la reina Victoria para el constructor del serrallo del sultán Abdülmecit I.

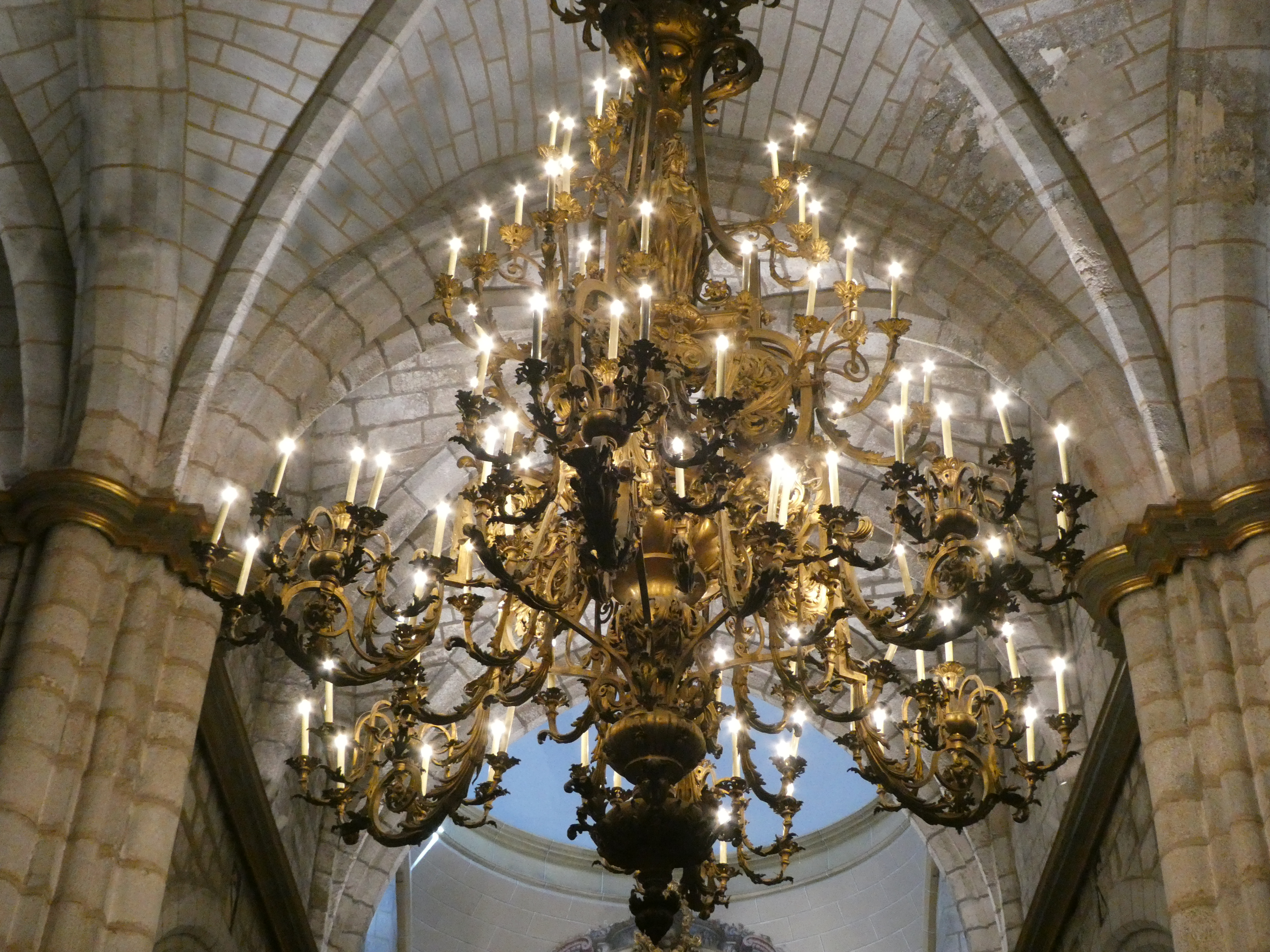
Gran lámpara de araña de la catedral de Badajoz, fabricada en bronce macizo dorado, de casi 4 toneladas.

Una lámpara de araña, o candil, es un elemento de iluminación, que suele colgar del techo y que mediante el uso de fuentes de luz y elementos refractantes (principalmente de gemas, vidrio o plástico) contribuyen a crear un ambiente elegante.
Las arañas son derivaciones de las grandiosas coronas luminosas de las iglesias. En la Edad Media, consistían en brazos horizontalmente cruzados o radiantes y suspendidos y en la época de arte gótico se componían de ramas de bronce o de hierro cargadas de adornos, sobre todo, en los siglos XV y XVI. Con el siglo XVIII empiezan las arañas fastuosas adornadas con numerosos colgantes de vidrio llamados caireles  y que en las más ricas llegan a ser de cristal de roca. De esta última existe un soberbio ejemplar que adorna el coro del Monasterio de San Lorenzo de El Escorial.